# George Alexander Macfarren
Pour les articles homonymes, voir Macfarren.
George Alexander Macfarren, né le 2 mars 1813 à Londres et mort le 31 octobre 1887 dans cette même ville, est un compositeur romantique anglais.

## Biographie
George Alexander Macfarren est le fils de George Macfarren (1788-1843), professeur de danse, librettiste et journaliste d'origine écossaise, et de sa femme Elizabeth, née Jackson.
Dès l'enfance, il a eu une mauvaise vue, ce qui a conduit à l'aveuglement en 1860, mais cela n'a pas nui à sa productivité; il comptait sur l'aide d'assistants. Son jeune frère Walter (1826-1905) était compositeur (et professeur de piano de longue date à la Royal Academy of Music de Londres).
Le 27 septembre 1844, George Alexander Macfarren épousa la native de Lübeck, Natalia Andrae (1828-1916). Il est mort de bronchite chronique et de faiblesse cardiaque à l'âge de 74 ans et a été enterré au cimetière du cimetière de Hampstead, à West Hampstead.
Macfarren a été formé à partir de 1829 à la Royal Academy of Music (RAM) à Londres, d'abord en composition par Cipriani Potter, qui a pris en charge en 1832 la direction de l'Académie.
Il devient professeur de composition en 1834 et 1875, après la mort de William Sterndale Bennett, l'un des directeurs de l'institution. Le 5 juillet 1875, à l'occasion de la mort de Bennett, son travail de dédicace fut créé par la Royal Philharmonic Society «Idylle en mémoire de Sterndale Bennett». Dans le même temps, le Sénat de l'Université de Cambridge l'a nommé professeur de musique.
En 1836, il est connu comme compositeur par "l'Ouverture Chevy Chase" et son opéra "The Devil's Opera" en 1838. Il avait déjà rencontré les théories d'accords du théoricien de la musique Alfred Dale, qu'il a aidé à poursuivre le développement. Sa publication "A Treatise on Harmony" en 1845, il a également utilisé pour son enseignement académique, ce qui a conduit à des désaccords au sein de l'académie et sa retraite en 1847. Cependant, il a été nommé en 1851 en raison de son mérite à nouveau à l'Académie.
En plus de nombreux honneurs académiques en 1883, il a reçu le titre de noblesse.
Macfarren est l'un des principaux représentants de l'opéra national anglais, à l'exception de la Helvellyn a utilisé la forme de l'opéra numéro.
Oliveria Prescott deviendra sa copiste quand il deviendra aveugle,.